# Maine (río)
El Maine es un río, afluente del Loira, de 11,5 km de longitud, en el departamento de Maine-et-Loire en Francia. Está formado por la confluencia de los ríos Mayenne y Sarthe al norte de Angers. Atraviesa esta ciudad y se une al Loira al suroeste de Angers.